# Louroux-de-Beaune
Louroux-de-Beaune település Franciaországban, Allier megyében. Lakosainak száma 180 fő (2022. január 1.). Louroux-de-Beaune Beaune-d’Allier, Bézenet, Hyds, Montvicq és Saint-Bonnet-de-Four községekkel határos.

## Népesség
A település népességének változása:
| Lakosok száma | 242  | 197  | 199  | 184  | 180  | 176  | 165  | 159  | 157  | 180  |
|               | 1968 | 1982 | 1990 | 2006 | 2013 | 2015 | 2017 | 2019 | 2020 | 2022 |